# Металічні зорі
Металі́чні зо́рі (Am-зорі) — зорі спектрального класу A, які мають у своєму спектрі послаблені лінії кальцію (та/або скандію) та/або посилені лінії поглинання елементів групи заліза та важчих металів: нікелю, цинку, стронцію, цирконію, барію. Металічні зорі — різновид ширшого класу хімічно пекулярних зір.
Металічні зорі бувають трьох типів:
- одночасно послаблено лінії кальцію (скандію) та посилено лінії інших металів
- послаблено лінію кальцію, а лінії інших металів нормальні
- лінія кальцію нормальна, але лінії інших металів посилено

Тобто, типовою є невідповідність між інтенсивностями ліній кальцію та інших металів. Від звичайних зір металічні зорі відрізняються не лише спектральними характеристиками, а й повільнішим обертанням: Vsin(i) для них не перевищує 40 км/с, у той час як для звичайних А-зір ця величина досягає 100 км/с. Порівняно зі звичайними А-зорями металічні зорі частіше входять до складу подвійних систем.
Здебільшого вважають, що спектральні особливості є наслідком вертикального розшарування, коли вміст металів накопичується внаслідок атомної дифузії в певних шарах зорі, безпосередньо під конвективною зоною. Am-зорі є здебільшого холодними зорями й мають конвективні зовнішні шари. Саме конвекція виносить підвищений вміст металів на поверхню зорі й ми відповідно можемо спестерігати інтенсивні лінії (поглинання) металів в їх спектрах.
Загалом молоді зорі спектрального класу A обертаються здебільшого швидше в порівнянні зі старими зорями, оскільки деякі з них під впливом припливних сил у подвійній системі сповільнюють власне обертання.
| Власна назва | Позначення Байєра   | Видима зоряна величина |
| ------------ | ------------------- | ---------------------- |
| Сіріус A     | α Великого Пса A    | -1,47                  |
| Кастор Ва    | α Близнят Ва        | +2,96                  |
| Хорт         | θ Лева              | +3,4                   |
| Міцар B      | ζ Великої Ведмедиці | +3,95                  |
| Акубенс A    | α Рака A            | +4,26                  |
| Альріша B    | α Риб B             | +5,23                  |